# Wieża widokowa w Kolibkach

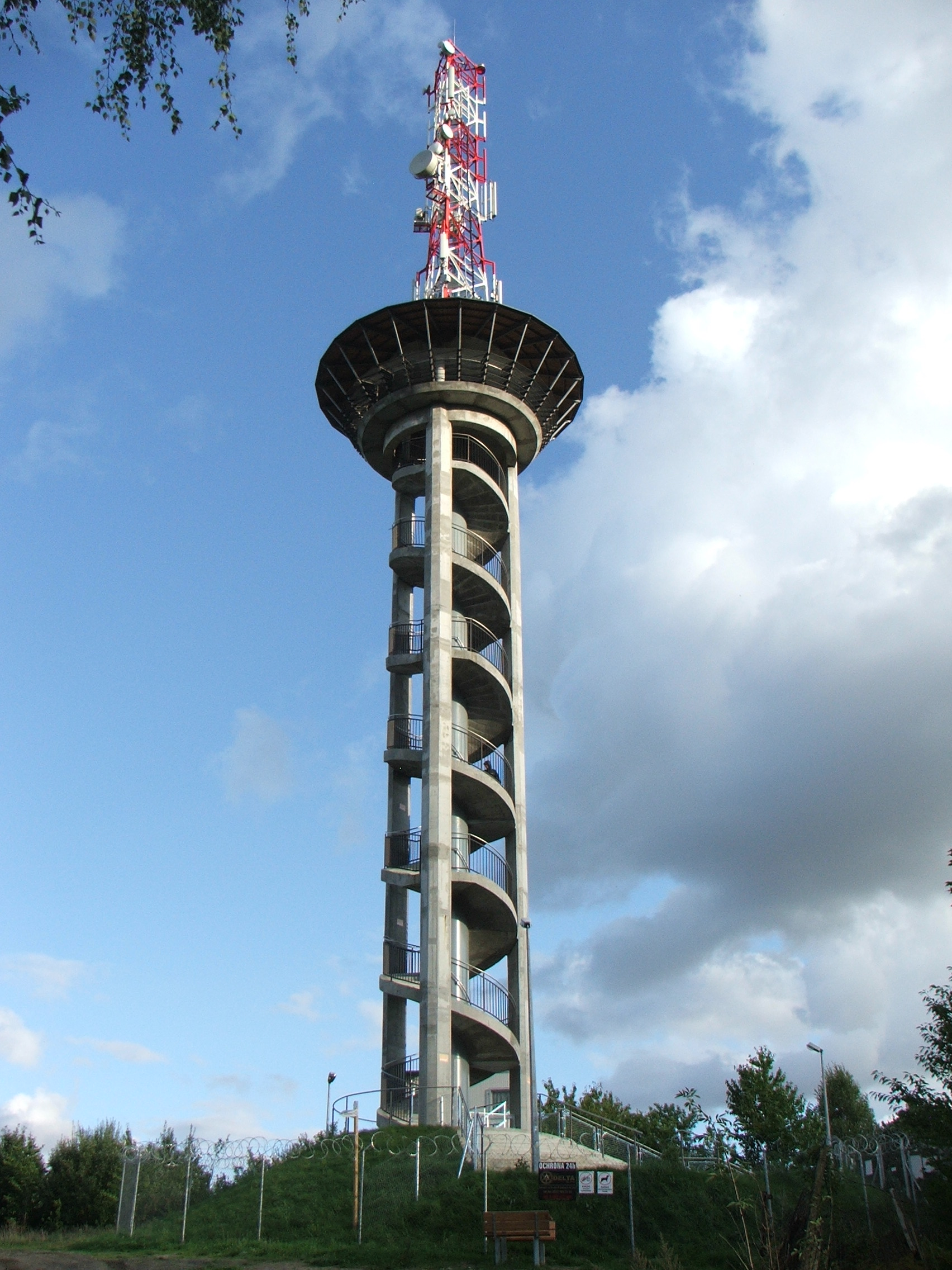
Wieża widokowa w Gdyni Kolibkach

Wieża widokowa w Kolibkach (Taras widokowy Orange Gdynia Kolibki) – wieża widokowa znajdująca się przy ul. Spółdzielczej w gdyńskiej dzielnicy Orłowo, na obszarze Kolibek.
Wysokość wieży wynosi 50 metrów. Taras widokowy znajduje się na wysokości 28 metrów, a powyżej zainstalowane są nadajniki telefonii komórkowej (firma PTK Centertel Sp. z o.o.).
Obiekt został otwarty 17 września 2007, a znajdujący się na nim taras widokowy jest dostępny w okresie od 1 kwietnia do 31 października, w godzinach od 8 do 18 przy dobrych warunkach pogodowych. Wstęp jest bezpłatny.
Wieża położona jest na obszarze leśnym otuliny Trójmiejskiego Parku Krajobrazowego, w strefie krawędziowej Pojezierza Kaszubskiego na wysokości około 85 m n.p.m..
Dojście do obiektu jest wyznaczone za pomocą czerwonego szlaku dojściowego (symbolicznie oznaczony za pomocą czerwonych trójkątów z białymi obwolutami). Szlak dojściowy z jednej strony rozpoczyna się przy skrzyżowaniu alei Zwycięstwa z ulicą Spółdzielczą (obok parkingu Trójmiejskiego Centrum Handlowego Klif), skąd długość dojścia wynosi około 900 metrów. Natomiast z drugiej strony szlak dojściowy odbija od Szlaku Wejherowskiego, z którego długość dojścia wynosi około 700 metrów.
Z tarasu widokowego rozciąga się m.in. widok na Trójmiasto, Trójmiejski Park Krajobrazowy oraz Zatokę Gdańską.